# Estádio João Martins
Estádio João Martins é um estádio de futebol brasileiro, localizado na cidade de Santana do Livramento, no estado do Rio Grande do Sul. Possui capacidade para 5.000 pessoas.
O nome do estádio é uma homenagem ao ex-atleta e patrono do Esporte Clube 14 de Julho: João Coelho Martins. O estádio possui pavilhão social, piscina térmica e gramado totalmente remodelado. Serviu de local de preparação da Seleção Brasileira para a disputa da Copa América de 1995, no Uruguai.